# ロバート・サクレ
ロバート・サクレ (Robert Sacre 1989年6月6日 - )は、アメリカ合衆国ルイジアナ州バトンルージュ生まれ、カナダ・ブリティッシュコロンビア州バンクーバー育ちのカナダの元プロバスケットボール選手。2012年のNBAドラフトでロサンゼルス・レイカーズに指名され入団、2015-16シーズンまでレイカーズでプレイした後、2017年1月にはBリーグ・B1のサンロッカーズ渋谷と選手契約を結んだ。2019年7月に、引退を発表した。

## 来歴
元NFL選手のアメリカ人の父とルイジアナ州立大学のバスケットボール選手だったカナダ人との間に産まれたサクレは、母の出身地のブリティッシュコロンビア州バンクーバーで育つ。大学は国境を超えてワシントン州スポケーンにあるゴンザガ大学に進学。学業を全うした後2012年のNBAドラフトでは、最終順位の60位でロサンゼルス・レイカーズから指名された。
2013年7月12日、レイカーズと3年間の延長契約を結んだ。
2016年8月11日、ニューオーリンズ・ペリカンズとシーズン開幕前のキャンプに関する練習生契約を結んだが、開幕前に解雇された。
2017年1月、日本のプロバスケットボールリーグ、BリーグのB1リーグに所属するサンロッカーズ渋谷と選手契約を結んだ。
2019年7月31日、シーズン開幕前に突然の引退を発表した。

## プレースタイル
主にインサイドでのプレーを得意とする。
ローポストからのフックシュート、フェイダウェイは精度が高くNBA、現在のBリーグでも評価が高い。
またフリースローも成功率が高いため毎試合得点が見込める選手でもある。

## カナダ代表
2006年のU-18アメリカ大陸選手権に初招集。2010年の2010年バスケットボール世界選手権にも出場している。